# Inverness (Missisipi)
Inverness – miasto w Stanach Zjednoczonych, w stanie Missisipi, w hrabstwie Sunflower. Zostało mocno zniszczone przez tornado w 1971 roku.

## Historia
Miasteczko zostało praktycznie zniszczone 21 lutego 1971 r., kiedy tornado nawiedziło kilkanaście miast w Luizjanie i Missisipi. W wyniku burzy na obszarach wiejskich w stanie Mississippi zginęło łącznie 36 osób. Dwadzieścia jeden ofiar pochodziło z Inverness, gdzie zniszczona została duża część domów.

## Edukacja

### Szkoły podstawowe i średnie
Miasto Inverness jest obsługiwane przez Sunflower County Consolidated School District (dawniej Sunflower County School District). Inverness School jest jedyną szkołą publiczną w Inverness. Od 2012 r. została przydzielona do Ruleville Central High School (obecnie Thomas E. Edwards, Sr. High School), wówczas jedynej szkoły w okręgu.

### College i uniwersytety
Delta State University, publiczny uniwersytet badawczy, i Mississippi Valley State University, historycznie czarna uczelnia, znajdują się w okolicy.

### Publiczne biblioteki
Biblioteka hrabstwa Sunflower prowadzi Bibliotekę Publiczną w Inverness.

## Znani ludzie
- Mary E. Flowers, członkini Izby Reprezentantów stanu Illinois; jej rodzina przeniosła się do Chicago, gdzie dorastała i poszła na studia
- Samuel Jones, kompozytor i członek Mississippi Musicians Hall of Fame (ur. w Inverness w 1935 r.)
- Willie Kent, muzyk bluesowy
- Little Milton, muzyk bluesowy i członek Mississippi Musicians Hall of Fame (ur. w Inverness w 1934 r.)
- Ernie Terrell, bokser.
- Norris Thomas, zawodowy amerykański piłkarz